# Tipula gutticellula
Tipula gutticellula är en tvåvingeart som beskrevs av Alexander 1936. Tipula gutticellula ingår i släktet Tipula och familjen storharkrankar. Inga underarter finns listade i Catalogue of Life.